# Studenec (dopływ Sopotnicy)
Studenec – potok, prawy dopływ potoku Sopotnica na Słowacji. Cała jego zlewnia znajduje się w obrębie Doliny Sopotnickiej (Sopotnická dolina) w zachodniej części Niżnych Tatr. Ma źródła na wysokości około 1450 m w dolinie wciosowej między szczytami Prašivá (1652 m) i Malá Chochuľa (1720 m). Spływa w kierunku południowo-wschodnim i na wysokości około 920 m uchodzi do Sopotnicy. Następuje to powyżej domku myśliwskiego chata pod Javorinkou, w miejscu o współrzędnych 48°51′56″N 19°20′51″E/48,865556 19,347500. Ujście potoku przecina szlak turystyczny. Cała zlewnia potoku znajduje się w obrębie Parku Narodowego Niżne Tatry. Jej dolna część to obszary porośnięte lasem, powyżej niego płatami rośnie kosodrzewina, a najwyższe partie są trawiaste – to dawne hale pasterskie.
  pieszy: Brusno (stacja kolejowa) – horareň Sopotnica – chata pod Javorinkou – Tajch – Veľká Chochuľa. Czas przejścia: 5.10 h, ↓ 4 h